# 伊阿宋

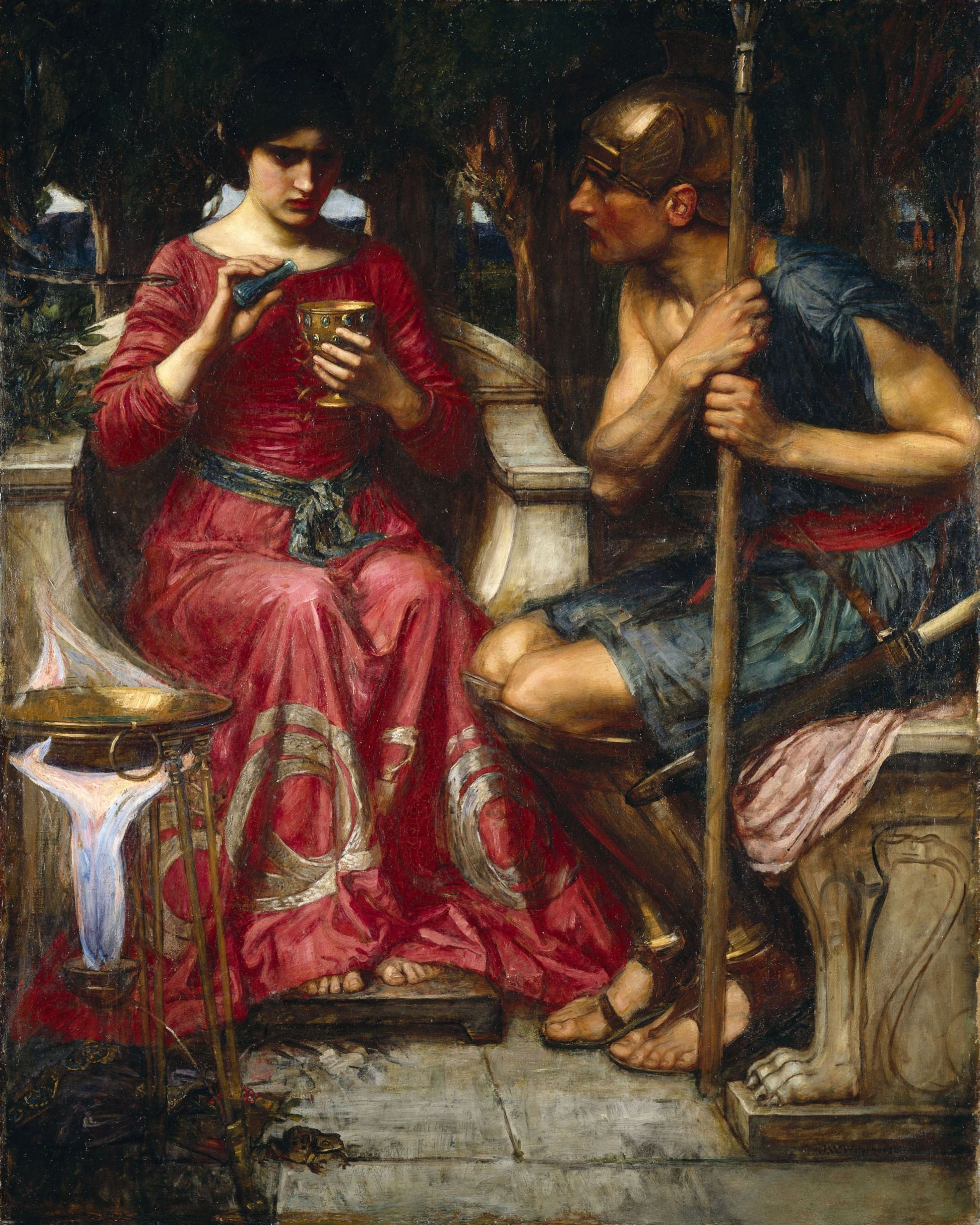
伊阿宋和美狄亚，约翰·威廉姆·沃特豪斯，1907年

伊阿宋（希臘語：Ἰάσων），也有以英文發音譯為傑森，是希腊神话中带领阿爾戈英雄們夺取金羊毛的英雄。伊阿宋是埃宋的儿子，克瑞透斯的孙子，是爱俄尔卡斯王国（Iolcus）的合法继承人，亦是科爾喀斯國的女巫兼公主美狄亞（Medea）的丈夫。
伊阿宋出现在古希腊和古罗马的诸多文学作品中，有史诗《阿尔戈英雄纪》、悲剧《美狄亚》等等。现代也有许多改编自他的故事的作品，如1963年的电影《杰逊王子战群妖》、2000年的同名迷你劇集等等。

## 事迹

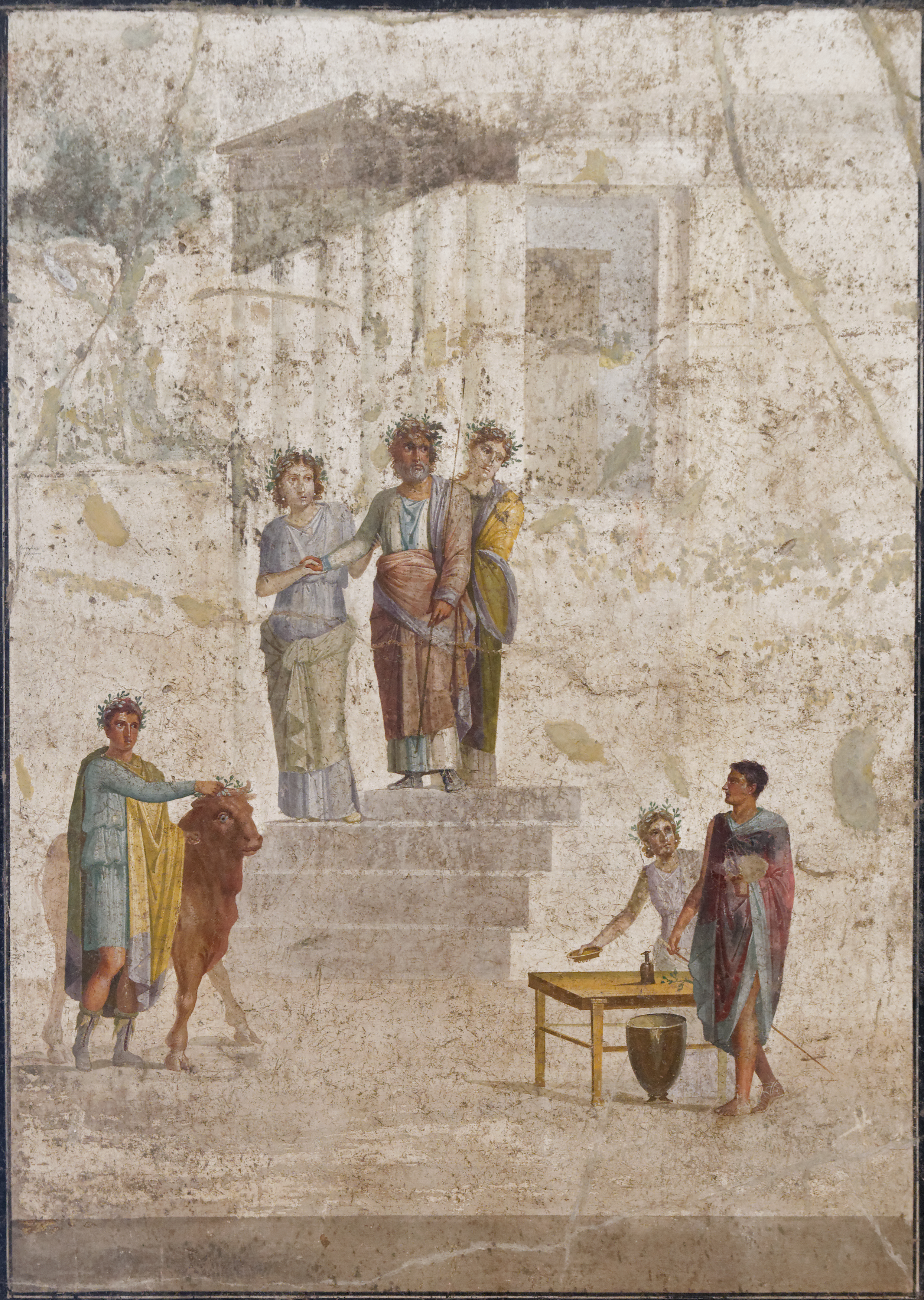
珀利阿斯，爱俄尔卡斯的国王，站在神庙前的台阶上，认出了穿一只凉鞋的伊阿宋。罗马庞贝的湿壁画，公元1世纪。

伊阿宋的祖父克瑞透斯在色薩利的海湾建立城池和爱俄尔卡斯王国并把王国传给兒子埃宋，伊阿宋的父親。后来埃宋的弟弟珀利阿斯（Pelias）篡夺王位。伊阿宋在父親過世后到半人馬族人喀戎那儿，由喀戎训练他做一个英雄。
其後，伊阿宋返回愛俄爾卡斯。为要回王位，他答应會帮助珀利阿斯取得金羊毛讓珀利阿斯讓位給他。伊阿宋在雅典娜的幫助之下招集許多英雄與勇士建造大船阿爾戈號，成立阿爾戈英雄組織前往科爾喀斯國拿取金羊毛，他們在科爾喀斯的女巫兼公主美狄亚帮助下取得金羊毛。其后伊阿宋与美狄亚结婚，但后又喜新厌旧抛弃妻子，因而他与孩子遭到美狄亚的诅咒全部丧命。也有传说他在遭到诅咒后命喪於取得金羊毛的那艘阿爾戈號船的下面。

## 父母
伊阿宋的父亲是埃宋，但他母亲的名字却有许多版本。根据不同的作者，可能是：
- 阿凯美迪（英语：Alcimede (mother of Jason)）——費拉科斯（Phylacus）的女儿[1][2][3]；
- Polymede（又稱Polymele或Polypheme）[4][5][6][7][8]——奥托里库斯的女儿；
- 安菲諾墨（Amphinome）[9]；
- Theognete——Laodicus的女儿[8]；
- Rhoeo[6]；
- Arne 或 Scarphe[10]；

伊阿宋据说还有一个弟弟普洛瑪科斯 和一个嫁给了阿卡斯图斯的姊妹Hippolyte 。